# چاواکاچری
چاواکاچری (به لاتین: Chavakachcheri) یک منطقهٔ مسکونی در سری‌لانکا است که در ناحیه جفنا واقع شده‌است.

## خصوصیات
چاواکاچری ۴۱٬۴۰۷ نفر جمعیت دارد.